# Istanbul (tỉnh)
Istanbul (tiếng Thổ Nhĩ Kỳ: İstanbul ili) hay Khu đô thị Istanbul (İstanbul Büyükşehir Belediyesi) là một tỉnh của Thổ Nhĩ Kỳ. Tổng diện tích của nó là , phía tây giáp tỉnh Tekirdağ và phía đông giáp Kocaeli.